# Limited & Co. KG
Die Limited & Co. KG ist im deutschen Recht eine Sonderform der Kommanditgesellschaft (KG) und somit eine Personengesellschaft. Anders als bei einer typischen Kommanditgesellschaft ist der persönlich haftende Gesellschafter (Komplementär) keine natürliche Person, sondern meist eine britische private company limited by shares (Ltd.), seltener eine Public Limited Company (PLC). Ziel dieser gesellschaftsrechtlichen Konstruktion ist es, Haftungsrisiken für die hinter der Gesellschaft stehenden Personen auszuschließen oder zu begrenzen. Zudem kann durch diese Rechtsform eine ansonsten durch § 1 MitbestG festgesetzte Vertretung der Arbeitnehmerschaft im Aufsichtsrat des Unternehmens umgangen werden. Der EuGH hat diese Rechtsansicht in einem Vorabentscheidungsverfahren als europarechtskonform bestätigt. Es handelt sich bei der Limited & Co. KG um eine Mischform analog zur GmbH & Co. KG oder AG & Co. KG.

## Geschichte
Nach mehreren Urteilen des Europäischen Gerichtshofes und des Bundesgerichtshofes (insbesondere Urteil im Fall Überseering) über die Niederlassungsfreiheit ausländischer Kapitalgesellschaften in Deutschland hat die britische Limited Company, vor allem wegen der gegenüber der Gesellschaft mit beschränkter Haftung (GmbH) schnellen Gründungsmöglichkeit und der möglichen niedrigen Kapitalausstattung, zu einer gewissen Beliebtheit gefunden.
Die Verwendung der Limited als Komplementär einer deutschen Kommanditgesellschaft war jedoch nicht geklärt. Das Landgericht Bielefeld hat im Jahre 2005 die Eintragungsfähigkeit einer Limited & Co. KG ins Handelsregister akzeptiert und als Rechtsmittelgericht des Amtsgerichts Bad Oeynhausen dessen Entscheidung aufgehoben. Nach diesem Urteil kann Komplementär einer KG jeder sein, der auch Gesellschafter einer OHG sein kann. Gesellschafter einer OHG kann jede natürliche und juristische Person sein und damit auch eine Limited Company.
Auch nach dem Austritt des Vereinigten Königreichs aus der EU kann die Limited Komplementärin einer KG sein.

## Ausprägung und Gründung

### Ausprägung
siehe auch: Kapitel Ausprägung im Artikel GmbH & Co. KG
Es sind alle Ausprägungen möglich wie bei jeder Name & Co. KG. Da die Limited nur ein sehr niedriges Nominalkapital erfordert wird sie oft bei Kleinunternehmen als Einmann-Ltd. & Co. KG  verwendet, deren Gesellschafter der Limited Company auch einziger Kommanditist der Ltd. & Co. KG ist.

### Gründung
Die Gründung der Ltd. & Co. KG erfolgt in zwei Schritten. Zunächst erfolgt der Gründungsvorgang der Limited im Vereinigten Königreich durch Eintragung in das Gesellschaftsregister (Cardiff, Edinburgh, Belfast) und durch Aushändigung der Gründungsurkunde durch die Registerbehörde (sog. certificate of incorporation). Mit Aushändigung der Gründungsurkunde erlangt die Limited ihre Rechtsfähigkeit. Im zweiten Schritt erfolgt die Errichtung der deutschen Zweigniederlassung mit gleichzeitiger Errichtung der als "Hülle" dienenden KG. Hierzu erfolgt die Anmeldung der deutschen Zweigniederlassung der Limited (§§ 13d ff. HGB) beim Handelsregister in deutscher Sprache (§ 184 GVG) und in notariell beglaubigter Form (§ 12 HGB) mit gleichzeitiger Anmeldung der KG zum Handelsregister. Dabei muss vorher die Limited im Gesellschaftsvertrag der KG als Komplementär aufgeführt werden. Abschließend erfolgt die gewerberechtliche Anmeldung der Ltd. & Co. KG beim örtlichen Gewerbeamt. Der Eintrag der Kommanditgesellschaft unter der Firma Ltd. & Co. KG ist für die Entstehung des Rechtsträgers nur deklaratorisch; sie ist jedoch, soweit die KG kein Handelsgewerbe betreibt, für die Anwendung der spezifischen KG-Vorschriften des Handelsgesetzbuchs (HGB) Voraussetzung. Eine Variante ist die PLC & Co. KG, bei der eine Public Limited Company den Komplementär stellt.
Allein die Tätigkeit der Limited als Komplementär begründet, nach einem Beschluss des Oberlandesgericht Frankfurt am Main von 2008, keine Eintragungspflicht ins Handelsregister. Die Limited wird als Komplementär in Deutschland i. d. R. auch dann steuerlich veranlagt, wenn sie in Deutschland über die Komplementärstellung hinaus wirtschaftlich nicht tätig ist. Zunehmend werden Limiteds auch in Zypern gegründet, weil dort steuerliche Vorteile erzielt werden. Es wird von zahlreichen Doppelbesteuerungsabkommen (DBA) Zyperns mit anderen Staaten profitiert.

## Gemeinsamkeiten und Unterschiede von Ltd. & Co. KG und GmbH & Co. KG
- Bei einer GmbH & Co. KG übernimmt die GmbH die Haftungsbegrenzungsfunktion, bei der Ltd. & Co. KG wird diese Aufgabe durch die Limited Company übernommen.
- Im Gegensatz zur GmbH oder GmbH & Co. KG ist das Kapital frei wählbar. Es muss kein Stammkapital in Höhe von mindestens 25.000 Euro in Bar vorgehalten werden. Der Gründer sollte aber bedenken, dass er seine Anteile an der Limited Company nicht als eigene Kommanditeinlage einbringen sollte, da diese insoweit nach § 172 Abs. 6 HGB gegenüber Dritten als nicht geleistet gilt.
- Für Gründung oder Kauf der Ltd. & Co. KG ist kein Besuch im Vereinigten Königreich erforderlich. Für Gründung oder Kauf einer GmbH & Co. KG hingegen muss ein Notar hinzugezogen werden.
- Die Ltd. & Co. KG ist in Deutschland steuerpflichtig, die Besteuerung erfolgt wie bei der GmbH & Co. KG. Der deutsche Steuerberater benötigt keine Kenntnisse des britischen Steuerrechts. Sofern man auf eine Komplementärvergütung verzichtet, ist es möglich, eine sogenannte Nullbilanz (dormant accounts) für die Ltd. einzureichen, aber nur unter der Voraussetzung, dass die Limited weltweit keinen Umsatz zu verzeichnen hat.
- Bei einer GmbH müssen Änderungen notariell beglaubigt werden, Änderungen bei der Limited Company können ohne Notar erfolgen, aber häufig gegen Entgelt durch Unternehmensberater und Vermittler.
- Die englische Limited Company hat als „non trading company“ ausschließlich die Funktion des persönlich haftenden Gesellschafters und damit vereinfachte Berichtspflichten. Im Vergleich zu einer Komplementär-GmbH können die jährlichen Folgekosten der Limited Company unter bestimmten Bedingungen geringer gehalten werden.
- Bei jeder Personengesellschaft können Verluste aus der Anlaufphase jährlich mit anderen positiven Einkünften des Gesellschafters verrechnet werden, was zu Steuererstattungen führen kann. Die Verlustverrechnung ist auf die Höhe der Einlage begrenzt, § 15a EStG.
- Für die durch den/die Kommanditisten zu erbringende Hafteinlage ist kein Mindestbetrag vorgeschrieben und muss nicht sofort eingezahlt werden. Ist sie aber noch nicht vollständig eingezahlt worden, kann der Kommanditist nach § 171 Abs. 1 HGB von den Gläubigern der KG in Höhe des Einlagebetrags persönlich in Anspruch genommen werden.
- „Limited“ ist die international meistverbreitete Rechtsform weltweit, da sie de facto in allen Commonwealth-Ländern wie zum Beispiel Australien, Neuseeland etc. Verwendung findet. Sie stellt in diesen Ländern das englischsprachige Gegenstück zur deutschen GmbH dar.
- Die Ltd. benötigt einen Verwalter im Vereinigten Königreich. Beim Gründungsvorgang muss eine ausländische Gesellschaft (eben die Ltd.) gegründet oder gekauft werden.
- Da die Ltd. & Co. KG praktisch mit zu vernachlässigendem Haftungskapital gegründet werden kann, ist mit geringerem Vertrauen in die Liquidität der Gesellschaft durch Banken und Geschäftspartner zu rechnen, wenn keine anderweitigen Sicherheiten bestellt werden.
- Es wird berichtet, dass Banken und Behörden teilweise skeptisch sind, und (ebenso wie bei der in Deutschland tätigen Ltd.) ist evtl. mit verstärkter Skepsis und Kontrolle durch die Finanzbehörden zu rechnen. Gelegentlich verweigern Banken einer Ltd. ein Geschäftskonto auf deren Namen.
- Bei der Ltd. & Co. KG gibt es, im Gegensatz zur GmbH & Co. KG, keine Vertretung der Arbeitnehmer im Aufsichtsrat durch § 1 MitbestG. Die Rechtsprechung sieht nämlich den Anwendungsfall des § 1 MitbestG für Gesellschaften mit ausländischem Personalstatut, wie eben der Ltd. & Co. KG, nicht eröffnet. Der EuGH hat diese Rechtsansicht in einem Vorabentscheidungsverfahren als europarechtskonform bestätigt[1]. Somit muss bei Unternehmen, die in der Regel mehr 2000 Mitarbeiter beschäftigen und die in der Gesellschaftsform der Ltd. & Co. KG geführt werden, keine Vertretung der Arbeitnehmerschaft im Aufsichtsrat nach dem MitbestG erfolgen[7].
- Für die britische Ltd. gilt nicht das deutsche Gesellschaftsrecht, sondern das Gesellschaftsrecht des Vereinigten Königreichs von Großbritannien und Nordirland. Jedoch sollte man sich im Klaren sein, dass es kein einheitliches britisches Rechtssystem gibt. Eine gemeinsame Rechtsordnung bilden nur England und Wales („the laws of England and Wales“). In Schottland sowie auch Nordirland gilt zum Teil anderes Recht. Die nachfolgenden Ausführungen beziehen sich daher nur auf England und Wales:
- Die britischen Anwaltshonorare für Gesellschaftsrecht sind durchweg höher als die in Deutschland. Verständigungsprobleme können zu höherem Aufwand für den Inhaber führen. Da das Vereinigte Königreich ein Vollmitglied der Europäischen Union ist, findet für eine Private Limited Company die Vorschriften der EuInsVO Anwendung. Nach Art. 3 Abs. 1 EuInsVO sind für die Eröffnung von Insolvenzverfahren die Gerichte des Mitgliedsstaates zuständig, auf dessen Territorium der Schuldner (der Ltd.) den Mittelpunkt ihrer hauptsächlichen Interessen (centre of main interests) hat. Wenn der tatsächliche Verwaltungssitz in Deutschland liegt, ist der Insolvenzantrag nach § 3 InsO bei einem deutschen Gericht zu stellen. Der Limited steht es frei, den Gerichtsstand in ihren Statuten festzuschreiben und kann damit auch beeinflussen, ob deutsches oder britisches Recht zu tragen kommt. Für Insolvenzverfahren über Limiteds mit Tätigkeitsschwerpunkt in Deutschland sind daher grundsätzlich die deutschen Insolvenzgerichte international zuständig.
- Wird der Berichtspflicht für die britischen Behörden nicht korrekt nachgekommen, droht der Gesellschaft schneller als einer deutschen GmbH die Löschung, eine Reaktivierung ist allerdings möglich. Es ist genau darauf zu achten, dass die „annual accounts“ beim Companies House pünktlich eingeschickt werden. Sollte dies nicht der Fall sein, ist eine gestaffelte Strafe zu zahlen. Ein verspäteter „annual return“ hingegen wird nicht mit Strafen geahndet.

## Bekannte Gesellschaft
- Rolls-Royce Deutschland Ltd & Co KG